# Bilens dag
Bilens dag infaller den 28 oktober varje år och är en temadag för att uppmärksamma bilen och bilens betydelse för samhället. Bilens Dag instiftades 2010 av  Motorbranschens Riksförbund (MRF) tillsammans med Bil Sweden, Motormännen, Motorförarnas Helnykterhetsförbund (MHF), Kungliga Automobil Klubben (KAK) och Motororganisationen FMK.
2019 uppmärksammades dagen bland annat med ett seminarium i Riksdagen arrangerat av Riksdagens Bilnätverk. Nätverket delade också ut Bilens Dag-hälsningar med en påse Ahlgrens bilar till samtliga riksdagsledamöter, något som kritiserades bland annat av Ulla Andersson.